# لانجه أوخ
لانجه أوخ واحدة من الجزر الفريزية الشرقية غير المأهولة على حافة سكسونيا السفلى بحر وادن في جنوبي بحر الشمال.